# Pedro Pascal
José Pedro Balmaceda Pascal (* 2. dubna 1975 Santiago de Chile), známý jako Pedro Pascal, je chilský a americký herec. Mezi jeho nejznámější role patří Oberyn Martell ve čtvrté řadě fantasy seriálu Hra o trůny (2014), Javier Peña v kriminálním seriálu Narcos (2015–2017), Mandalorian ve sci-fi seriálu Mandalorian (2019–dosud) a Joel Miller v dramatickém seriálu The Last of Us (2023–dosud). V roce 2023 byl časopisem Time zařazen na seznam 100 nejvlivnějších lidí světa.

## Životopis
Narodil se v Santiago de Chile. Jeho rodiče podporovali Salvadora Allende a byli zapojeni do opozičního hnutí proti vojenské diktatuře Pinocheta v Chile. Kvůli tomu brzy po jeho narození získala rodina politický azyl v Dánsku. Vyrůstal v Orange County v Kalifornii a San Antoniu ve státě Texas. V dětství se věnoval závodnímu plavání, v jedenácti se zúčastnil státního mistrovství v Texasu, ale plavání poté zanechal ve prospěch hodin herectví. Vystudoval herectví na Orange County School of the Arts a na Newyorskou univerzitu Tisch School of the Arts. Přes dvacet let žije v New Yorku. Jeho mladší sestra Lux Pascal je chilská herečka.
Objevil se v mnoha televizních seriálech jako Buffy, přemožitelka upírů, Dobrá manželka, Ve jménu vlasti, Mentalista a Graceland. V červnu 2013 byl obsazen do role Oberyna Martella v seriálu Hra o trůny. Nechal se slyšet, že je velkým fanouškem seriálu. V roce 2015 získal roli agenta DEA, Javiera Peñi, v seriálu Netflixu Narcos. Ve stejném roce se objevil ve filmu Bloodsucking Bastards, kde si zahrál upíra Maxe.
V dubnu 2015 se objevil po boku Heidi Klum ve videoklipu zpěvačky Siy s názvem „Fire Meet Gasoline“. V roce 2017 ztvárnil agenta Whiskeyho v akčním snímku Kingsman: Zlatý kruh. V roce 2019 dostal hlavní roli Mandaloriana v seriálu The Mandalorian ze světa Star Wars, o rok později si roli zopakoval v druhé řadě seriálu.

## Filmografie

### Film
| Rok  | Název                                | Role                             | Poznámky       |
| ---- | ------------------------------------ | -------------------------------- | -------------- |
| 2005 | Hermanas                             | Steve                            |                |
| 2008 | I Am That Girl                       | Noah                             |                |
| 2011 | Správci osudu                        | Paul De Santo                    |                |
| 2011 | Sweet Little Lies                    | Paulino                          |                |
| 2015 | Bloodsucking Bastards                | Max                              |                |
| 2015 | Sweets                               | Peter                            |                |
| 2016 | Velká čínská zeď                     | Pero Tovar                       |                |
| 2017 | Kingsman: Zlatý kruh                 | Whiskey                          |                |
| 2018 | Equalizer 2                          | Dave York                        |                |
| 2018 | Kdyby ulice Beale mohla mluvit       | Pietro Alvarez                   |                |
| 2018 | Prospektor                           | Ezra                             |                |
| 2019 | Trojí hranice                        | Franscico Morales                |                |
| 2020 | Wonder Woman 1984                    | Maxwell Lord                     |                |
| 2020 | Můžeme být hrdinové                  | Marcus Moreno                    |                |
| 2022 | Nesnesitelná tíha obrovského talentu | Javi Gutierrez                   |                |
| 2022 | V bublině                            | Dieter Bravo                     |                |
| 2023 | Zvláštní způsob života               | Silva                            | krátkometrážní |
| 2024 | Freaky Tales                         | Clint                            |                |
| 2024 | Panenky na útěku                     | Santos                           | cameo          |
| 2024 | The Uninvited                        | Lucien Flores                    |                |
| 2024 | Rozzum v divočině                    | lišák Čmuchal (hlas)             |                |
| 2024 | Gladiátor II                         | Marcus Acacius                   |                |
| 2025 | Eddington                            | Ted Garcia                       |                |
| 2025 | Dokonalá shoda                       | Harry Castillo                   |                |
| 2025 | Fantastická čtyřka: První kroky      | Reed Richards / Mister Fantastic | postprodukce   |

### Televize
| Rok        | Název                                     | Role                   | Poznámky                               |
| ---------- | ----------------------------------------- | ---------------------- | -------------------------------------- |
| 1999       | Dobro proti zlu                           | Gregor New             | díl: „Gee Your Hair Smells Evil“       |
| 1999       | Downtown                                  | Pedro Balmaceda (hlas) | díl: „Hot Spot“                        |
| 1999       | Undressed                                 | Greg                   | 3 díly                                 |
| 1999       | Buffy, přemožitelka upírů                 | Eddie                  | díl: „Nováček“                         |
| 2000       | Dotek anděla                              | Ricky                  | díl: „Stealing Hope“                   |
| 2001       | Policie New York                          | Shane „Dio“ Morrissey  | díl: „Oh Golly Goth“                   |
| 2001       | Pavoučí nestvůra                          | goth                   | Televizní film                         |
| 2006       | Zákon a pořádek: Zločinné úmysly          | Kevin „Kip“ Green      | díl: „Virtuální Willow“                |
| 2006       | Beze stopy                                | Kyle Wilson            | díl: „Candy“                           |
| 2008       | Zákon a pořádek                           | Tito Cabassa           | díl: „Tango“                           |
| 2009       | Zákon a pořádek: Zločinné úmysly          | Reggie Luckman         | díl: „Sen o slávě“                     |
| 2009–⁠2011  | Dobrá manželka                            | Nathan Landry          | 6 dílů                                 |
| 2010       | Sestřička Jackie                          | Steve                  | díl: „Twitter“                         |
| 2011       | Lights Out                                | Omar Assarian          | 4 díly                                 |
| 2011       | Bratři a sestry                           | Zach Wellison          | 2 díly                                 |
| 2011       | Zákon a pořádek: Útvar pro zvláštní oběti | zvláštní agent Greer   | díl: „Smoked“                          |
| 2011       | Charlieho andílci                         | Frederick Mercer       | díl: „Angels in Paradise“              |
| 2011       | Wonder Woman                              | Ed Indelicato          | pilotní díl                            |
| 2011       | Burn Notice: The Fall of Sam Axe          | velitel Veracruz       | Televizní film                         |
| 2012       | Tělo jako důkaz                           | Zack Goffman           | díl: „Láska předchází pád“             |
| 2012       | Kriminálka Las Vegas                      | Kyle Hartley           | díl: „Alenka v říši divů“              |
| 2013       | Nikita                                    | Liam                   | díl: „Aftermath“                       |
| 2013       | Rudá vdova                                | Jay Castillo           | 4 díly                                 |
| 2013       | Ve jménu vlasti                           | David Portillo         | díl: „Plecháč zlikvidován“             |
| 2013       | The Sixth Gun                             | zvláštní agent Ortega  | pilotní díl                            |
| 2013–⁠2014  | Graceland                                 | Juan Badillo           | 9 dílů                                 |
| 2014       | Mentalista                                | Marcus Pike            | 7 dílů                                 |
| 2014       | Exposed                                   | Oscar Castro Vargas    | pilotní díl                            |
| 2014       | Hra o trůny                               | Oberyn Martell         | vedlejší role; 7 dílů                  |
| 2015–2017  | Narcos                                    | Javier Peña            | hlavní role                            |
| 2019–dosud | The Mandalorian                           | Din Djarin/Mandalorian | hlavní role                            |
| 2020       | Home Movie: The Princess Bride            | Inigo Montoya          | díl: „Chapter Two: The Shrieking Eels“ |
| 2021       | Calls                                     | Pedro (hlas)           | díl: „Pedro Across the Street“         |
| 2022       | Boba Fett: Zákon podsvětí                 | Din Djarin/Mandalorian | 3 díly                                 |
| 2023–      | The Last of Us                            | Joel Miller            | hlavní role                            |

### Videohry
| Rok  | Název        | Role  | Poznámky |
| ---- | ------------ | ----- | -------- |
| 2016 | Dishonored 2 | Paolo | hlas     |

### Hudební video
| Rok  | Název skladby                  | Umělec                |
| ---- | ------------------------------ | --------------------- |
| 2011 | „Make Some Noise“              | Beastie Boys          |
| 2015 | „Fire Meet Gasoline“           | Sia                   |
| 2020 | „Imagine (Quarantine Edition)“ | umělci pro We Are One |